# Teodor Kubina

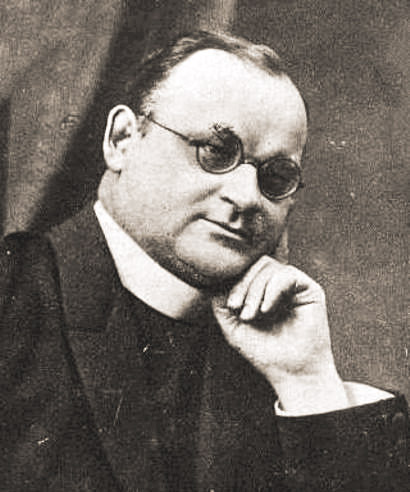

Teodor Kubina (* 16. April 1880 in Świętochłowice; † 13. Februar 1951 in Częstochowa) war erster Bischof von Częstochowa (Tschenstochau).

## Leben
Theodor Kubina wurde am 16. April 1880 als achtes Kind des Bergmanns Maciej Kubina und dessen Frau Joanna geboren. Am 27. Oktober 1906 empfing er die Priesterweihe für das Bistum Breslau. Er war als Kaplan in Nikolai und Königshütte tätig und wurde nach seelsorglicher Tätigkeit in Vorpommern im Juli 1913 als Nachfolger Bernhard Lichtenbergs zum Kuratus der Gemeinde St. Georg in Berlin-Pankow ernannt. Mit der Erhebung der Kuratie zur Pfarrei zum 1. Januar 1914 wurde er deren erster Pfarrer. Noch vor Ende des Ersten Weltkriegs wurde er zum Pfarrer in Kattowitz ernannt. Mit der Errichtung des Bistums Kattowitz wurde er 1922 in dessen Klerus inkardiniert.
Papst Pius XI. ernannte Kubina am 14. Dezember 1925 zum ersten Bischof von Częstochowa. Die Bischofsweihe spendete ihm am 2. Februar 1926 der Erzbischof von Krakau, Adam Stefan Sapieha; Mitkonsekratoren waren August Hlond, Bischof von Kattowitz, und Augustyn Łosiński, Bischof von Kielce. Bischof Kubina starb 1951 im Amt.

## Posthume Würdigungen
Bischof Kubina war ein Sammler sakraler Kunst. Schon zu Lebzeiten hatte er die Vorstellung, seine Sammlung einmal in einem Museum auszustellen. Viele seiner gesammelten Gemälde und Skulpturen haben bis heute überlebt – 1998 wurde das Museum der Erzdiözese Tschenstochau in Gedenken an ihn eröffnet (Muzeum Archidiecezji Częstochowskiej im. Biskupa Teodora Kubiny), in welchem die erhaltenen Stücke im Rahmen einer Dauerausstellung der Öffentlichkeit zugänglich sind.
In seiner Geburtsstadt Świętochłowice wurde eine Straße nach ihm benannt.